# 드미트리랍테프 해협

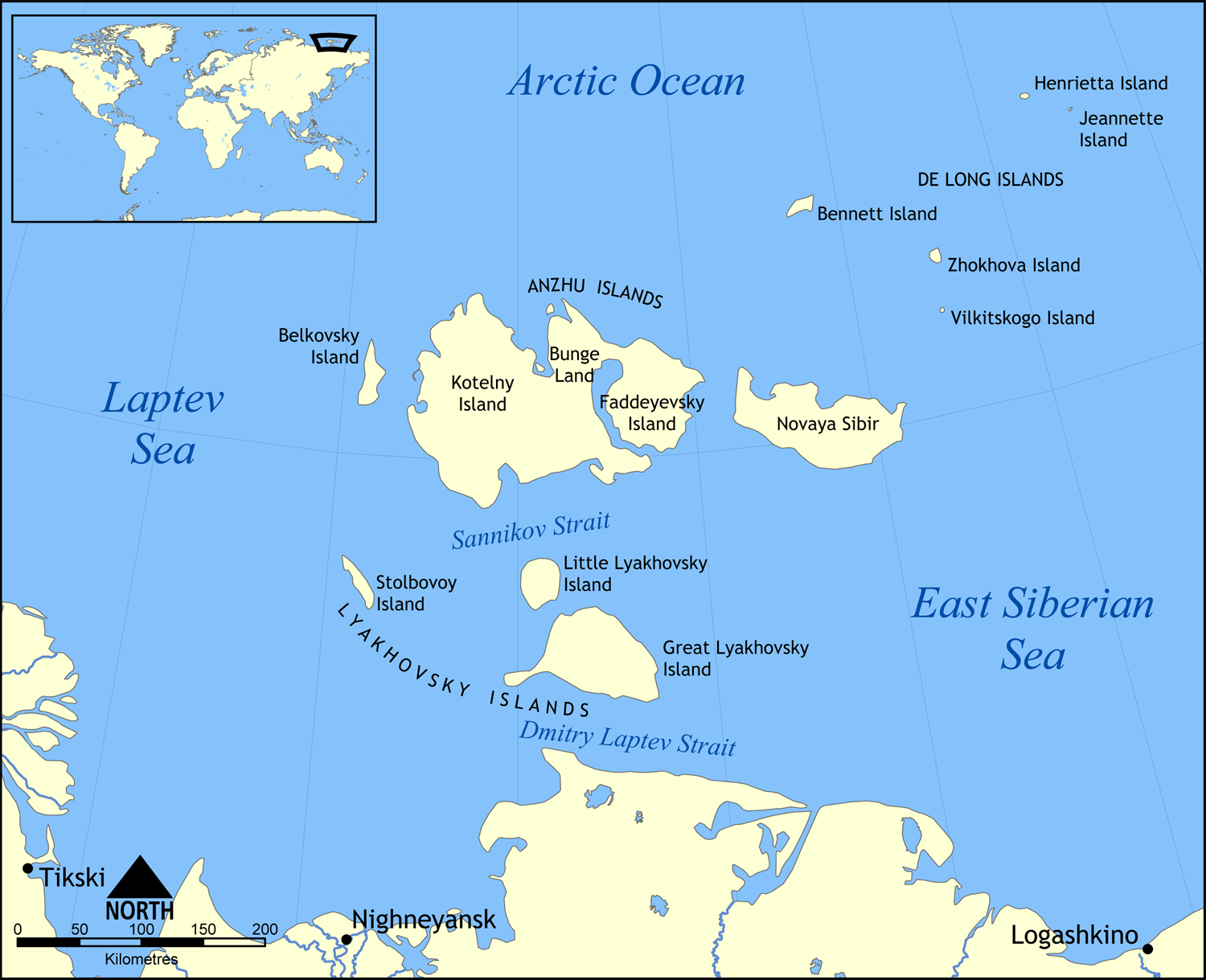
드미트리랍테프 해협의 위치

드미트리랍테프 해협(러시아어: пролив Дмитрия Лаптева)은 동시베리아해에 위치한 랍테프해의 해협이며, 랴홉스키 제도의 볼쇼이랴홉스키 섬과 러시아 본토 사이에 있다.
길이는 50 km, 수심은 10-14 m이다.
해협의 이름은 드미트리 랍테프의 이름을 따서 붙여졌다.